# Triportheus angulatus
Triportheus angulatus es una especie de peces de la familia Triportheidae en el orden de los Characiformes.

## Morfología
Los machos pueden llegar alcanzar los 16,3 cm de longitud total y 160 g de peso.

## Alimentación
Come frutos y semillas de  Moraceaeas,  Mirtáceas y  euforbiáceas, coleópteros, ortópteros, lepidópteros, Brachyplatystoma flavicans, plancton, necton y crustáceos.

## Hábitat
Vive en zonas de clima tropical entre 22 °C - 30 °C de temperatura.

## Distribución geográfica
Se encuentran en Sudamérica:  cuenca del río Amazonas.

## Costumbres
Es principalmente diurno y forma bancos